# La Tine

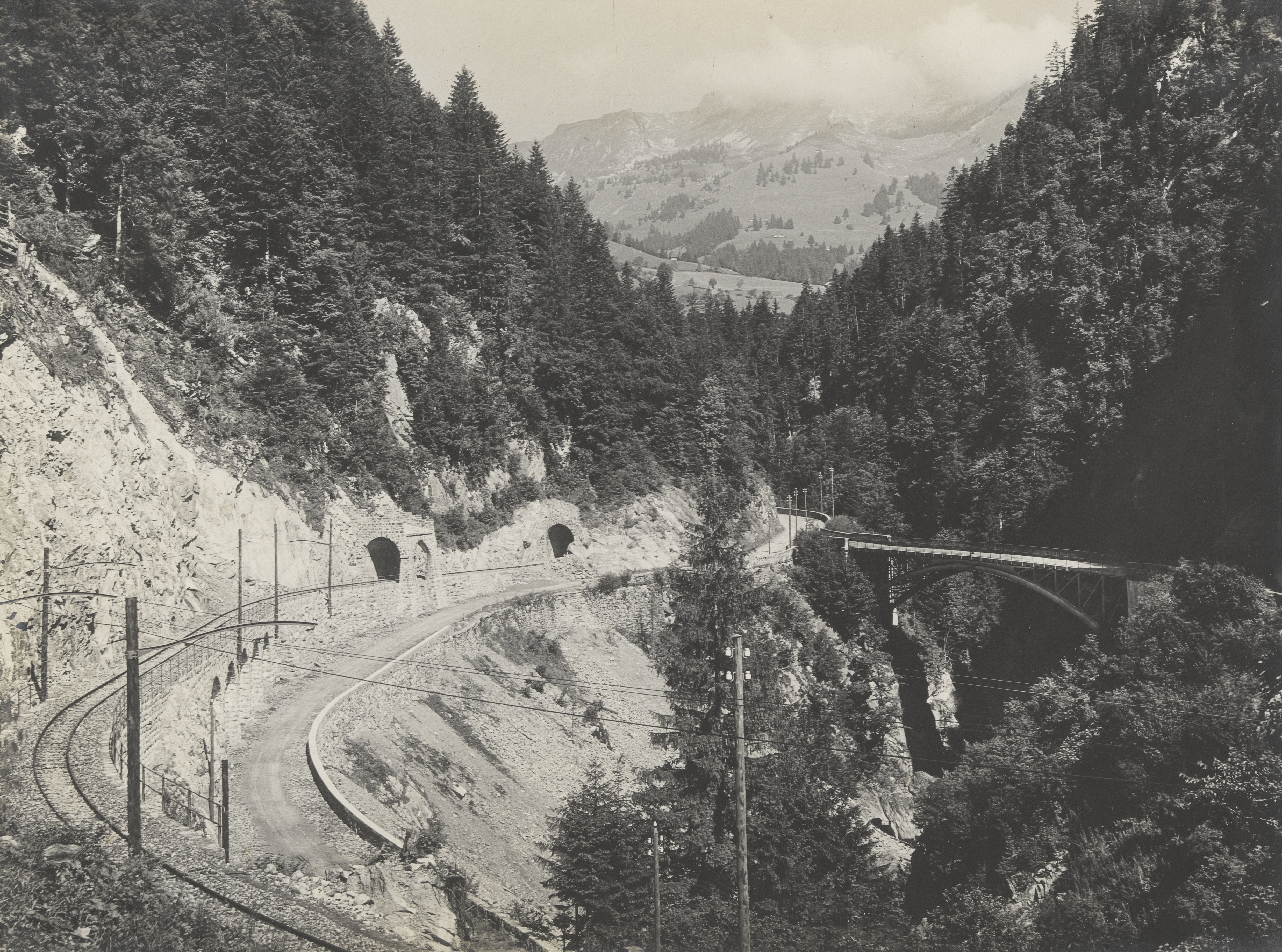
Bei der Schlucht Défilé de La Tine

La Tine ist ein Ortsteil bzw. ein Gebiet in der Gemeinde Rossinière im Bezirk Riviera-Pays-d’Enhaut des Kantons Waadt und im Parc naturel régional Gruyère Pays-d’Enhaut.

## Geographie
La Tine liegt drei Kilometer westlich des Hauptdorfes Rossinière weiter unten im Tal der Saane in einer ringsum von Bergen abgeschlossenen Landschaftskammer. Zwischen La Tine und Rossinière fliesst die Saane durch die Schlucht von Rossinière, im Nordwesten passiert der Fluss die Schlucht Défilé de La Tine bei der Kantonsgrenze zwischen den Kantonen Waadt und Freiburg.
Das Dorf besteht aus mehreren verstreuten kleinen Siedlungen und Hofstätten, die alle nördlich der Saane gebaut sind. Nach verheerenden Hochwassern der Saane verliessen die Bewohner im Jahr 1702 die früher nahe am Fluss gelegenen Hofstätten und bauten die neuen Siedlungen weiter oben am Berghang. Gemäss den neuen Bezeichnungen auf den Karten der Schweizer Landestopographie heisst der Ortsteil in der Mitte Le Village Devant (deutsch: “Vorderdorf”; auf 864 m ü. M.) und befinden sich in der Umgebung Le Village Derrière (“Hinterdorf”), La Coulat, Le Chésau und weitere Siedlungen. Bis um die Mitte des 20. Jahrhunderts brauchte man gemäss den älteren Landeskarten der Schweiz im Gebiet offenbar noch ganz andere Ortsnamen: Cuves für das heutige Village Derrière, Con-l’haut und Perreys und L’Ouge für das aktuelle Village Devant und «La Tine» war noch kein Orts-, sondern ein Flurname und bezeichnete die Bergflanke südlich der Saane und am Défilé de La Tine.
Nördlich von La Tine und von Rossinière erheben sich die steilen Berge des Massivs der Pointe de Cray über das Saanetal. Die Bergflanken sind teilweise bewaldet und  in einigen Bereichen für die Alpwirtschaft genutzt. Auf der Südseite von La Tine steigt das Gebirge noch steiler in die Höhe. Dort liegen zwischen der Dent de Corjon und dem Planachaux die grosse Alp von Crau, die von La Tine aus über den alten Alpweg und eine neue Bergstrasse erschlossen ist, und die kleinere Alpweide Le Cottard. Von der Craualp führt ein Bergweg über den Col des Gaules in das Hongrintal.
Von Crau fliesst der Wildbach Torrent des Riz (oder Rix) durch eine tiefe Schlucht zur Saane hinunter, oberhalb des Défilé de La Tine mündet ebenfalls von links der Torrent de la Sauta in den Talfluss, von der rechten Seite münden  bei La Tine der Ruisseau de la Venerie und die Ondine in die Saane. Am linken Saaneufer steht die alte Mühle von La Tine.
Durch das Défilé de La Tine und das Dorf La Tine führt die Hauptstrasse 190, die am Ausgang der Schlucht die Saane auf der 1891 gebauten Brücke Pont de La Tine überquert. Auf der gegenüberliegenden Talseite, südlich des Flusses, liegt die 1904 gebaute Bahnstrecke der Montreux-Berner Oberland-Bahn mit dem Bahnhof La Tine und dem Tinetunnel.

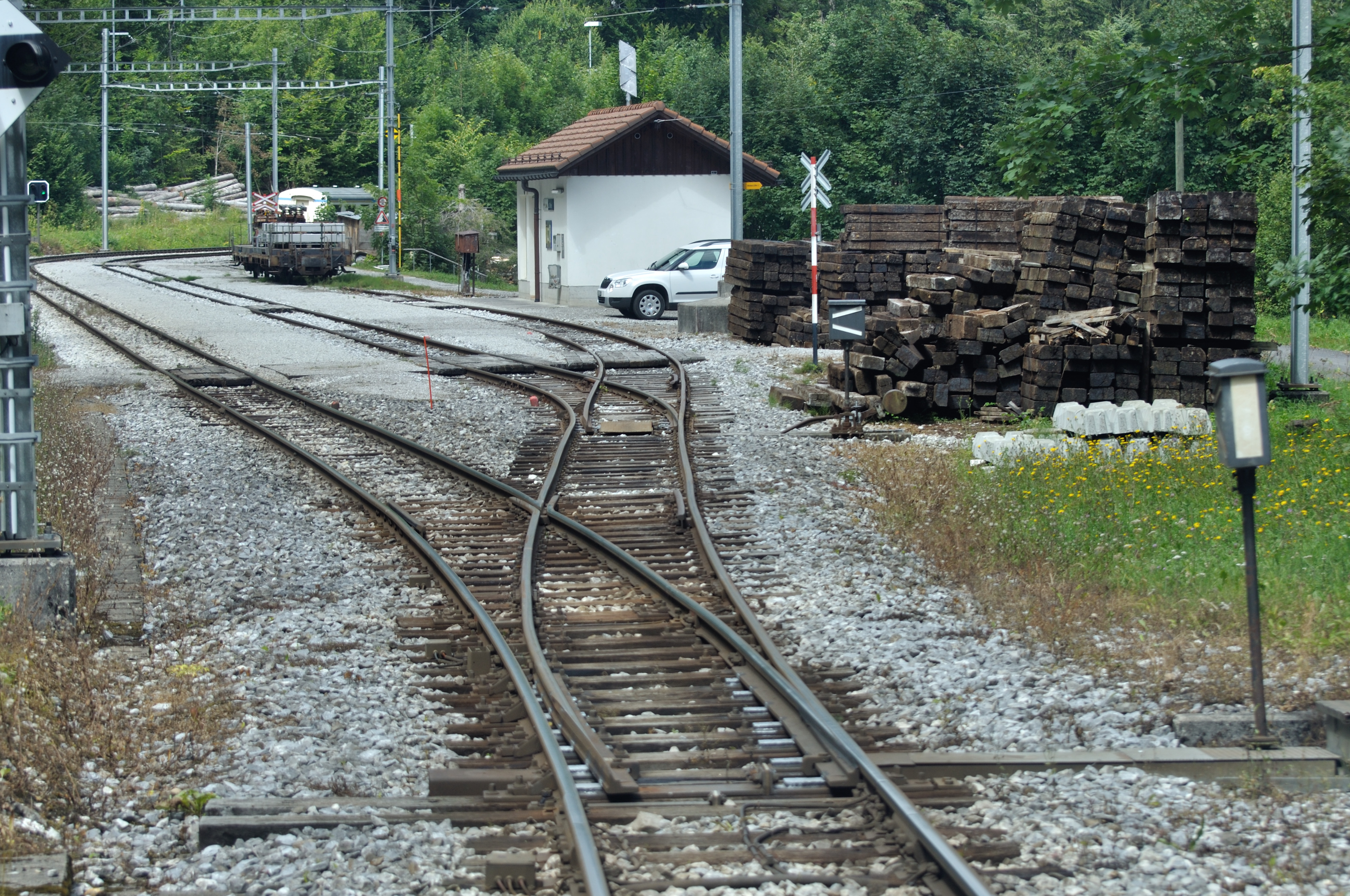
Bahnhof La Tine

Zwischen dem Dorf und dem Bahnhof überspannt die historische Steinbrücke Pont de La Tine die Saane, die am uralten Bergweg vom Greyerzer Unterland in das Pays d’Enhaut lag. In der Zeit, als die Schlucht des Défilé de La Tine noch nicht passierbar war, überwand dieser Saumpfad nördlich von La Tine den Bergrücken von Petite Chia und überquerte beim Village Devant die Saane.
Oberhalb von La Tine war die Saane mit der 19 Meter hohen Talsperre Barrage de La Tine aufgestaut. Das Wasser wurde durch einen Stollen zum Kraftwerk Montbovon im Kanton Freiburg geführt. Die Anlage ist um 1972 von der höher gelegenen Staumauer von Rossinière abgelöst worden.
An der Kantonsgrenze befindet sich die ehemalige militärische Sperrfestung des Artilleriewerks La Tine.

## Sehenswürdigkeiten
- Pont de La Tine